# Lavans-lès-Dole
Lavans-lès-Dole är en kommun i departementet Jura i regionen Bourgogne-Franche-Comté i östra Frankrike. Kommunen ligger i kantonen Rochefort-sur-Nenon som tillhör arrondissementet Dole. År 2022 hade Lavans-lès-Dole 327 invånare.

## Befolkningsutveckling
Antalet invånare i kommunen Lavans-lès-Dole
Referens:INSEE